# Jules Rotsaert
Jules Rotsaert (Brugge, 5 januari 1910 - 22 maart 1968) was een Belgisch kunstschilder die behoorde tot de Brugse School.

## Levensloop
Rotsaert was een autodidact. In een stevige impressionistische stijl schilderde hij talrijke stadsgezichten, landschappen, marines, interieurs, portretten, bloemen en stillevens.
Daarnaast was hij ook antiquair.